# Jackie Chiles
Jackie Chiles es un personaje ficticio interpretado por el actor estadounidense Phil Morris en la comedia de la NBC Seinfeld .  Aparece en la serie de la séptima a novena temporadas como el abogado de Cosmo Kramer .

## Personaje
Chiles es una parodia del famoso abogado Johnnie Cochran ; ambos son abogados afroamericanos con anteojos, bigotudo, bien vestidos, con las mismas iniciales y banderines para un vocabulario grandioso. Según los diplomas en su oficina, Chiles asistió a Dartmouth College y Stanford Law School . Morris también emula el enunciado y entrega distintivos de Cochran. Después de aparecer en varios episodios durante los últimos años de la serie, Chiles, junto con muchos otros personajes menores del pasado del programa, apareció nuevamente en el final del programa y fue crucial para no lograr la absolución de los personajes por violar el deber de rescatar ley. El eslogan de Jackie dice varios adjetivos en sucesión para mayor énfasis, como "lascivo, lascivo, salaz, escandaloso".
Morris también planeó protagonizar a Chiles en un spin-off, pero el piloto nunca llegó a buen término. Los ejecutivos de NBC han afirmado que nunca se habló de un piloto con ellos.
Después de aparecer en el personaje de Chiles en un anuncio de Honda Odyssey y Diet Dr Pepper, Morris repitió el personaje nuevamente en 2010 para el sitio web de Will Ferrell Funny or Die .

## Apariciones
- Temporada siete :
  - " El maestro ": Kramer se cuela un café con leche en una sala de cine y se quema mientras intenta trepar por las piernas de otro cliente, una sátira obvia de la demanda de 1994 Liebeck v. Restaurantes McDonald's . Jackie describe tener que introducir el café a escondidas como una violación de los derechos de Kramer como consumidor: "Es indignante, atroz, absurdo". Las cosas empeoran para Jackie cuando Kramer usa un bálsamo para tratar su quemadura y hace que se cure. Además, la compañía de café ofrece un acuerdo de por vida de café gratis en todas sus tiendas en América del Norte y Europa . Kramer acepta la oferta antes de que el ejecutivo termine de hablar y mencione cualquier dinero, para consternación de Jackie.
  - " The Caddy " - Jackie demanda a ¡Oh Henry! La heredera de Candy Bar Sue Ellen Mischke por presuntamente causar lesiones personales a Kramer debido a un accidente automovilístico. Kramer distrae a Jerry mientras conduce cuando ve a Mischke caminando por las calles de la ciudad de Nueva York usando solo un sostén . Chiles describe sus acciones como "lascivas, lascivas, salaces, escandalosas". La demanda falla cuando Kramer, siguiendo los malos consejos de su caddy, le exige que se pruebe el sujetador para demostrar que es suyo. No se ajusta porque intenta ponerselo sobre un leotardo . Jackie le grita a Kramer: "Por supuesto, un sujetador no le quedará bien encima de un leotardo. Un sostén debe ajustarse a la piel de una persona ... ¡como un guante! ", Una parodia obvia del caso de asesinato de OJ Simpson .
  - " The Friar's Club ": el experimento de Kramer con el sueño polifásico hace que se duerma durante una sesión de besos. Su novia italiana cree que ha muerto y consigue que algunos amigos lo dejen en el río Hudson . Cuando él llega, Kramer la acusa de tratar de asesinarlo. Ella llama a su abogado, que resulta ser Jackie Chiles. Al escuchar que Kramer está involucrado, Jackie declara: "¡No quiero tener nada que ver con eso!"
- Temporada Ocho :
  - " La abstinencia ": el rostro de Kramer envejece prematuramente cuando convierte su apartamento en una sala de fumadores. Kramer consulta con Jackie sobre presentar una demanda contra las compañías tabacaleras por su desfiguración. Jackie describe la cara de Kramer como "pálida, poco atractiva, repugnante". Cuando Kramer le pregunta si tiene un caso, la respuesta de Jackie es "Tu cara es mi caso". Jackie y Kramer se reúnen con un abogado de la compañía tabacalera, quien alega que el rostro de Kramer le da una sensación de "masculinidad robusta". Jackie responde: "¿Robusto? El hombre es un duende. Ha estado expuesto al humo durante cuatro días. Para cuando este caso llegue a juicio, no será más que una cabeza encogida ". Después de que el abogado dice que tendrá una oferta para llegar a un acuerdo extrajudicial a la mañana siguiente, Jackie le dice a Kramer: "Jackie está sacando provecho de su miserable desfiguración". Kramer resuelve el caso sin el conocimiento de Jackie de una valla publicitaria de estilo Marlboro Man en Times Square con su propia cara. Jackie lo llama "la más pública de mis muchas humillaciones".
  - " El regreso ": aunque Jackie no aparece en el episodio, Kramer le revela a Jerry que Chiles le ha dado una orden de restricción, impidiéndole entrar a menos de 200 pies de su oficina. Kramer continúa explicando que debido a esto, no pudo darle un regalo de Navidad a Jackie.
- Temporada Nueve :
  - " The Finale " - Jackie representa a George, Elaine, Jerry y Kramer cuando violan la ley del Buen Samaritano . A pesar de perder el caso, obtiene cierta satisfacción al acostarse con Sidra (de " The Implant "), lo que habría sido más satisfactorio si el jurado no hubiera tomado una decisión tan rápido. Su última línea de la serie es la misma que la de Sidra sobre sus senos en el episodio mencionado: "Y por cierto: ¡son reales y espectaculares!"